# Eligio
San Eligio o san Eloy  (en francés: Saint Éloi, del lat. Eligius, el elegido), (588 - ca. 660) fue un obispo de Noyon, orfebre y acuñador, cumplió la función de ministro de hacienda para Dagoberto I.

## Biografía
Nacido en Chaptelat, en Aquitania y a 10 km de Lemosín en el año 588 como uno de los hijos un matrimonio galorromano formado por Terrigia y Eucherius. El padre de Eloy vio en su hijo talento y lo mandó a trabajar con el orfebre Abbo, quien estaba encargado de la ceca de Limoges. Posteriormente se trasladó a Neustria a trabajar bajo el mando del tesorero de la corte, Babo, quien lo recomendó ante el rey Clotario II para realizar un trono de oro engastado con piedras preciosas.

Y de lo que había tomado para una sola obra, pudo hacer dos. 
Increíblemente pudo hacerlo todo con el mismo peso porque había realizado el trabajo que le había encargado sin ningún fraude ni mezcla de plata, ni ningún otro fraude. 
Sin reclamar los fragmentos arrancados por la lima ni utilizar como excusa la llama devoradora del horno, sino llenando todo fielmente de gemas, se ganó felizmente su recompensa.
Vita Sancti Eligii de Abundio, Obispo de Rouen

Además de los trabajos de orfebrería también se le encargó la realización de bajos relieves para la tumba de Germán, obispo de París, posteriormente Clotario II le convirtió en el encargado de la ceca de Marsella.
Tras la muerte de Clotario II y el ascenso de su heredero Dagoberto, la posición de Eloy en la corte volvió a cambiar, convirtiéndose esta vez en un asesor cercano del rey y llevando a cabo varias misiones diplomáticas que le granjearían una gran influencia en la corte al igual que enemigos, como fue el caso del pacto entre el rey franco y el rey de Dumnonia, Judicael, llevado a cabo en Creil, una de las villas del rey entre el 636 y 37.
Esta nueva influencia en la corte le permitió obtener limosnas para liberar esclavos, en especial Sajones, que llegaban al mercado esclavista de Marsella, al igual que con el permiso del rey mandó a sirvientes a descolgar los cuerpos de criminales para darles un entierro digno.
Durante este periodo ya vivía bajo la regla monástica que Columbano de Luxeuil había introducido, siguiéndola junto con su amigo y futuro biógrafo Abundio y que también introdujo en varios monasterios que fundó como el de Solignac en una villa que compró hacia el 632 o el convento de París en el que trescientas vírgenes vivían bajo la guía de Áurea de París. También restauró las basílica dedicadas a San Marcial de Limoges y la de San Pablo en París, al igual que erigió relicarios para las reliquias de San Dionisio de París, patrón del rey, y de Martín de Tours, quien era a su vez santo patrón del reino de los francos.

### Regencia de Nantilde y carrera eclesiástica
Después de la muerte de Dagoberto en el 639 y durante la regencia de Nantilde debido a la minoría de edad de Clodoveo II fue ordenado sacerdote, siendo una de sus primeras acciones como miembro del clero la denuncia de la simonía, que terminaría generando un decreto real en el que se prohibía la venta de cargos eclesiásticos y que estos se debían de obtener a través de una carácter y comportamiento éticos.
Tras la muerte del obispo de Noyon, Acario, el 14 marzo de 642, Eloy fue elegido de forma unánime como su sucesor, siendo esta diócesis habitada principalmente por pueblos de creencias paganas como eran los Flamencos, Frisones, Suevos y otras tribus de origen germánico que habitaban las cosas del Mar del Norte, razón por la cual realizó varias misiones de evangelización en la zona, es por esto por lo que se le recuerda por haber contribuido a la extinción de creencias propias de la cultura mediterránea a manos del cristianismo, al haber prohibido la veneración de las Trivias, deidades protectoras de las encrucijadas, que aún eran veneradas por el pueblo, en una tradición que se remontaba a la Antigua Grecia con el culto a la diosa Hécate, previa al panteón olímpico.
En el contexto de su misión evangelizadora de la región localizó los cuerpos de santos como Quintín de Vermand y Piatón de Seclin junto con los de sus compañeros, quienes fueron martirizados durante el gobierno de Maximiano y en el 654 el de Furseo, monje evangelizador en el Reino de Estanglia que había fallecido cuatro años antes.

## Muerte y legado
Falleció en Noyon el 1 de diciembre del 660. Su vida fue relatada en latín por san Abundio, obispo de Rouen, su discípulo y amigo cercano, que redactó la obra Vita Sancti Eligii, en la que comenta varios aspectos sobre la personalidad del obispo como su tendencia a las lágrimas o su progresivo ascetismo conforme pasaban los años.

## Patronazgo
Es famoso por ser el santo patrón de plateros, orfebres, joyeros, herreros, metalúrgicos y numismáticos. Se festeja el 1 de diciembre.